# Bundesautobahn 280
Bundesautobahn 280 (em português: Auto-estrada Federal 280) ou A 280, é uma auto-estrada na Alemanha.
A Bundesautobahn 280 tem 4 km de comprimento.

## Estados
Estados percorridos por esta auto-estrada:
- Baixa Saxônia